# Back slang
El Back slang, argot inverso o jerga inversa es un lenguaje codificado en inglés en el cual la palabra escrita se pronuncia fonémicamente al revés.

## Antecedentes
Se cree que esta jerga se originó en la Inglaterra victoriana, en donde lo utilizaban principalmente los vendedores de los mercados, como carniceros, verduleros o pescaderos, para tener conversaciones privadas a espaldas de sus clientes, para entregar productos de menor calidad a clientes menos observadores. La primera referencia publicada al respecto fue en 1851, en la publicación London Labor and the London Poor de Henry Mayhew. 
Con el tiempo, parte de esta jerga se ha incorporado en el inglés estándar. Por ejemplo, el término "yob" originalmente significaba "niño" en la jerga antigua, que al voltearlo queda como "boy". 
El argot inverso no se limita a palabras dichas fonémicamente al revés. El inglés utiliza frecuentemente diptongos, lo cual es un problema para la jerga inversa, ya que los diptongos no se pueden revertir. La solución resultante altera ligeramente la jerga tradicional. Un ejemplo es "Trousers" (Pantalones) y su diptongo, ou, que se reemplaza por wo en la versión del argot posterior "reswort". 

## Usos
Los reclusos utilizan un tipo de antilengua llamada jerga carcelaria, para que a los guardias se les resulte más difícil escuchar las conversaciones de los presos y descubrir lo que se dice.
En el año 2010, se informó que las tenistas inglesas Laura Robson y Heather Watson habían adoptado la jerga en aras de la privacidad en las canchas de tenis extranjeras. 

## En otros idiomas
Otros idiomas tienen jergas codificadas similares, pero invirtiendo el orden de las sílabas en lugar de los fonemas. Éstas formas incluyen:
- Verlan, en francés, en el que, por ejemplo, français [fʁɑ̃sɛ] se convierte en céfran [sefʁɑ̃];
- En francés louchébem, que también se basa en la inversión de sílabas, pero también añade sílabas adicionales;
- Podana en griego [3] (por ejemplo, la palabra βυζί se convierte en ζυβί );
- IsiXhosa e isiZulu Ilwimi/Ulwimi utilizados principalmente por adolescentes, a menudo llamados "lenguaje de la escuela secundaria";
- Tougo en japonés (倒語), donde las moras de una palabra se invierten y las vocales a veces se convierten en vocales largas ( hara, “estómago”, se convierte en raaha );
- Totoiana en rumano, en la que las sílabas de las palabras rumanas se invierten para que otros hablantes de rumano no puedan entenderlas; [4] [5] [6]
- Lunfardo, argot español hablado en Uruguay y Argentina, incluye palabras en vesre (de revés, literalmente "al revés");
- Šatrovački, un sistema de jerga serbocroata-bosnio;
- El sueco del siglo XIX, en donde, por ejemplo, la palabra fika, significaría "pausa para tomar café").